# Vinchiaturo
Vinchiaturo – miejscowość i gmina we Włoszech, w regionie Molise, w prowincji Campobasso.
Według danych na rok 2004 gminę zamieszkiwało 2781 osób, 79,5 os./km².